# Tsjechische presidentsverkiezingen 2018

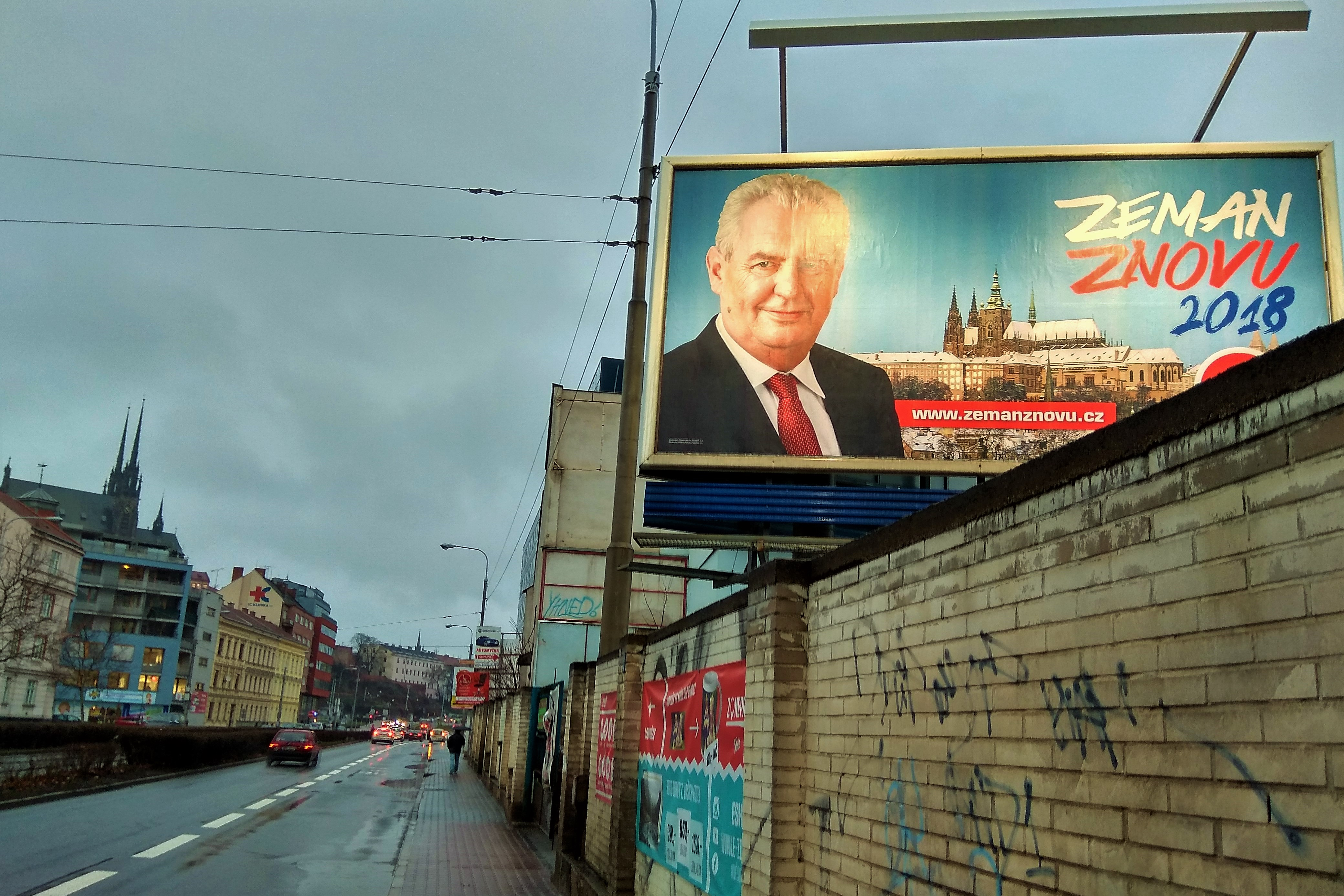
Reclamebord van Miloš Zeman in Brno

De eerste ronde van Tsjechische presidentsverkiezingen 2018 vond plaats op 12 en 13 januari. Aangezien geen enkele van de negen kandidaten een meerderheid van stemmen haalde, werd een tweede ronde georganiseerd op 26 en 27 januari. Hierin nam de zittende president Miloš Zeman het op tegen fysische chemicus Jiří Drahoš. Miloš Zeman volgde zichzelf uiteindelijk op als president na een nipte overwinning op zijn tegenkandidaat.

## Uitslag
Nadat Miloš Zeman de eerste ronde won met bijna 39 procent van de stemmen, won hij ook de tweede ronde. Daarin haalde hij het met 51 procent van de stemmen tegen Jiří Drahoš, die net geen 49 procent van het stemmenaantal behaalde.
| Kandidaten               | Partij                   | Eerste ronde | Eerste ronde | Tweede ronde | Tweede ronde |
| Kandidaten               | Partij                   | Stemmen      | %            | Stemmen      | %            |
| ------------------------ | ------------------------ | ------------ | ------------ | ------------ | ------------ |
| Miloš Zeman              | SPO                      | 1.985.547    | 38,57        | 2.853.390    | 51,36        |
| Jiří Drahoš              | Onafhankelijk            | 1.369.601    | 26,60        | 2.701.206    | 48,63        |
| Pavel Fischer            | Onafhankelijk            | 526.694      | 10,23        |              |              |
| Michal Horáček           | Onafhankelijk            | 472.643      | 9,18         |              |              |
| Marek Hilšer             | Onafhankelijk            | 454.949      | 8,84         |              |              |
| Mirek Topolánek          | Onafhankelijk            | 221.689      | 4,31         |              |              |
| Jiří Hynek               | REAL                     | 63.348       | 1,23         |              |              |
| Petr Hannig              | Rozumní                  | 29.228       | 0,57         |              |              |
| Vratislav Kulhánek       | ODA                      | 24.442       | 0,47         |              |              |
| Ongeldige/blanco stemmen | Ongeldige/blanco stemmen | 29.097       | –            | 13.031       | –            |
| Totaal                   | Totaal                   | 5.177.238    | 100          | 5.569.665    | 100          |
| Kiesgerechtigden/opkomst | Kiesgerechtigden/opkomst | 8.366.433    | 61,88        | 8.363.002    | 66,60        |
| Bron: Volby              |                          |              |              |              |              |

### Overzichtskaarten
Kandidaten met het meeste stemmen per kiesdistrict

Eerste ronde■ Miloš Zeman■ Jiří Drahoš
Tweede ronde■ Miloš Zeman■ Jiří Drahoš

## Trivia
Tijdens het uitbrengen van zijn stem in de eerste ronde, werd Zeman belaagd door een demonstrant van FEMEN, wegens zijn te Russisch gezinde politieke standpunten.